# Бокша (Молдова)
Бокша (рум. Bocșa) — село у Фалештському районі Молдови. Входить до складу комуни, адміністративним центром якої є село Рісіпень.

## Населення
За даними перепису населення 2004 року у селі проживали 990 осіб.
Національний склад населення села:
| Національність       | Кількість осіб | Відсоток     |
| -------------------- | -------------- | ------------ |
| молдавани румуни     | 969 13         | 97,9 % 1,3 % |
| українці             | 3              | 0,3 %        |
| росіяни              | 1              | 0,1 %        |
| гагаузи              | 1              | 0,1 %        |
| інша / без відповіді | 3              | 0,3 %        |
| Всього               | 990            | 100 %        |

## Відомі люди
- Сирбу Іван Федорович (* 1935) — український науковець, професор, доктор медичних наук (1986), винахідник.